# Veronica Lario
Veronica Lario (ur. 19 lipca 1956 w Bolonii jako Miriam Raffaella Bartolini) – włoska aktorka, była (druga) żona premiera Włoch Silvio Berlusconiego.

## Życiorys
Veronica Lario była początkowo aktorką w niskobudżetowych filmach. Po poznaniu Silvio Berlusconiego w 1980, zrezygnowała z kariery aktorskiej. 15 grudnia 1990 wyszła z mąż za Berlusconiego, z którym ma troje dzieci: Barbarę (1984) (w tym czasie żoną Berlusconiego była Carla Elvira Lucia Dall’Oglio, z którą rozwiódł się dopiero w 1985), Eleonora (1986) i Luigi (1988).
W latach 80., przed urodzeniem swojej pierwszej córki Barbary, Lario wyraziła zgodę na przerwanie ciąży, co było podyktowane prawdopodobieństwem urodzenia chorego dziecka.
Będąc małżonką premiera Włoch, Veronica Lario często usuwała się w cień, unikając publicznego rozgłosu, uczestniczenia w przyjęciach oraz rzadko towarzysząc premierowi w oficjalnych spotkaniach. Z drugiej strony była znana z prezentowania opinii i poglądów, które nierzadko pozostawały w kontraście z prezentowanymi przez jej męża (na przykład różniła się w stosunku do tematyki bioetyki, czy w podejściu do pacyfistów protestujących przeciwko wojnie w Iraku).
W styczniu 2007 Lario oświadczyła, że jej osobista godność została pogwałcona, kiedy jej mąż podczas publicznej uroczystości mówił przed kamerami telewizji, wskazując na 32-letnią minister do spraw równego statusu kobiet i mężczyzn Marę Carfagnę: „Spójrzcie tylko na nią. Poślubiłbym ją bez namysłu, gdybym nie był już żonaty”. 31 stycznia 2007 w lewicowym, mocno krytycznym wobec Berlusconiego dzienniku La Repubblica Veronica opublikowała list do Silvio z żądaniem publicznych przeprosin.
W kwietniu 2009 po raz kolejny opublikowała list otwarty, w którym skrytykowała szeroko dyskutowane doniesienia o tym, jakoby na listach kandydatów do Parlamentu Europejskiego z centroprawicowego Ludu Wolności pod wodzą jej męża miały się znaleźć gwiazdki telewizyjne znane m.in. z reality show.
3 maja 2009 złożyła pozew o rozwód. Zapewniła, że chce rozwodu „bez rozgłosu” i „starcia”. Wyjaśniając powody swej decyzji podkreśliła, że drogi jej i męża rozeszły się „w wymiarze uczuciowym i osobistym”. Jednocześnie wyraziła oburzenie tym, że Berlusconi bawił się na 18. urodzinach dziewczyny z Neapolu, marzącej o karierze w telewizji. Kilka dni później w centrum Turynu rozwieszono fałszywe plakaty wyborcze, przedstawiające V. Lario jako kandydatkę opozycyjnej centrolewicowej Partii Demokratycznej do Parlamentu Europejskiego.
W grudniu 2012, po trzech latach negocjacji, na mocy orzeczenia sądu w Mediolanie, Silvio Berlusconi został zobowiązany do płacenia byłej żonie alimentów w wysokości 100 000 € (132 200 $) dziennie. W październiku 2013 roku sąd w Monzy nieopodal Mediolanu orzekł, że zasądzona wcześniej wysokość alimentów ma być zredukowana do 1,4 mln € miesięcznie. Veronica Lario złożyła odwołanie od tego wyroku. We wrześniu 2014 roku sąd rozpatrujący zaskarżone orzeczenie ustalił, że Berlusconi jest zobowiązany do płacenia alimentów w wysokości 2 mln €, ponownie utrzymując, że zasądzone kilka lat wcześniej alimenty opiewające na 3 mln € są zbyt wysokie. Jednocześnie sąd zobowiązał Lario do zwrotu 36 mln €, czyli nadpłaconej sumy, którą uzyskała na mocy wyroku sprzed 3 lat, kiedy to sąd zasądził miesięczne alimenty wyższe o 1 mln € od tych, które zostały zasądzone w 2014 roku.